# بينما أنا راحل إلى سانت آيئوز
بينما أنا راحل إلى سانت آيئوز هو عنوان ترنيمة ولغز إنجليزي مأثور. عدته لفهرس الترانيم الشعبية رود هي 19772.

## النص
- النص الأصلي:

I met a man with seven wives,
Each wife had seven sacks,
Each sack had seven cats,
Each cat had seven kits:
Kits, cats, sacks, and wives,
How many were there going to St. Ives?
- الترجمة:

بينما أنا راحل إلى سانت آيئوز،

لاقيت رجلا له سبع زوجات

عند كل زوجة سبع حقائب

في كل حقيبة سبع هرر

عند كل هرة سبعة دراصة

دراصة، هرر، حقائب، وزوجات

كم من رحلة يرحلون إلى سانت آئوز؟

## أصل
النسخة الأقدم تعود إلى 1730 (لكنه يناقض النسخة المحدثة لأنها تشير إلى تسع حلائل بدلا من سبع حلائل). لقد طبع المتن المحدث للتارة الأولى نحو 1825.
وقد تكون أمكنة كثيرة تسمى سانت آئوز في إنجللترا ومواطن غيرها. ويحسب عموماً أن الترنيمة ترجع إلى سانت آئوز، كورنوال،.

## أجوبة
يسند جميع الأجوبة الممكنة لهذا اللغز إلى نقص البيان له، لأن اللغز يقول لنا فقط أن الرجل "التقي" في الرحلة إلى سانت آئوز ولا يعطي أي معلومة إضافية حول نواياه سوى التي يملكها الراوي. على هذا النحو، يمكن ذكر الإجابة الحقيقية كـ "شخص واحد في أقل تقدير، الشخص الذي طرح السؤال وبالإضافة أي شخص يحدث أن يكون يترحل في نفس السمت له أو لها.